# ТЕС Кампо-де-Гібралтар
ТЕС Кампо-де-Гібралтар – теплова електростанція на півдні Іспанії, в районі Альгесірасу. 
В 2004 році на майданчику станції ввели в дію два однотипні парогазові блоки комбінованого циклу одиничною потужністю біля 400 МВт (є відомості, що офіційно блоки номіновані на 393 МВт та 388 МВт). Кожен блок має одну газову турбіну, що через котел-утилізатор живить одну парову турбіну.  
Окрім електроенергії ТЕС виробляє технологічну пару для сусіднього нафтопереробного заводу Гібралтар-Сан-Рок.
Як паливо станція використовує природний газ, який надходить до регіону по відгалуженню від трубопроводу Таріфа – Кордова.
Для охолодження використовують морську воду.
Проект реалізували через компанію Nueva Generadora del Sur, власниками якої на паритетних засадах виступили Compania Espanola de Petroleos SAU (CEPSA, власник НПЗ Гібралтар-Сан-Рок) та GasNatural Fenosa, яка з 2018-го була перейменована на Naturgy Energy Group.